# Apoplanesia paniculata
Apoplanesia paniculata es una especie de plantas con flores  perteneciente a la familia Fabaceae.

## Descripción
Son arbustos o árboles pequeños, que alcanzan un tamaño de hasta 15 m de alto; tallos pubescentes cuando jóvenes. Hojas imparipinnadas, de 10–20 cm de largo; folíolos (11–) 15–21, alternos o subopuestos, 2–5 cm de largo y 1–2 (–2.5) cm de ancho, ápice redondeado a retuso, base obtusa a redondeada, margen entero, punteado-glandulares y escasa a densamente negro-punteados en el envés, peciólulos cortos y glandulosos, estipelas presentes; estípulas ausentes. Inflorescencias en espigas terminales o axilares, 5–10 (–20) cm de largo, flores numerosas, pequeñas, blancas y densamente agrupadas a lo largo del eje, pedicelos ca 1 mm de largo, brácteas diminutas, glandulosas, caducas; cáliz 5-lobado, ca 3 mm de largo, los lobos elípticos a oblanceolados, hasta 4–6 (–8) mm de largo y 1.5–2.5 mm de ancho, unidos basalmente 1 mm, 3-nervios, persistente; pétalos subiguales, unguiculados, blancos, estandarte obovado, reflexo, alas lineares, unduladas, pétalos de la quilla espatulados; estambres 10, connados basalmente en un tubo, filamentos desiguales en longitud con anteras dispuestas a varias alturas; ovario 1-ovulado, sésil, estilo filiforme, glabro, estigma capitado, oblicuo. Fruto nuciforme, comprimido, punteado-glandular lateralmente, ca 2.5–3.5 mm de largo, indehiscente, con un rostro extendido; semilla 1.

## Distribución y hábitat
Es originaria de México y Guatemala, habita en climas cálido, semicálido y templado entre los 20 y los 1000 m s. n. m. Crece asociada a bosques tropicales caducifolios y subcaducifolios, bosques de encino y de pino.

## Propiedades
Esta especie se usa en Michoacán para tratar "el corazón", se prescribe un cocimiento con las hojas y se toma como agua de uso, el líquido se debe poner rojizo. En el estado de Guerrero para sanar el ombligo se colocan sobre él las hojas crudas machacadas y combinadas con aceite de oliva, rosado y de almendras.
Para la inflamación o infección de la matriz y ovarios, se hierve la corteza junto con otras plantas (no se mencionan) y se usa en baños para bajar la calentura.

## Taxonomía
Apoplanesia paniculata fue descrita por Karel Presl y publicado en Symbolae botanicae . . . 1: 63, pl. 41. 1831.
Sinonimia
- Eysenhardtia olivana Saff.
- Microlobium glandulosum Liebm.[3]